# 平诺 (勃兰登堡州)
平诺（德語：Pinnow）是德国勃兰登堡州的一个市镇，隶属于乌克马克县。总面积为12.94平方千米，截至2020年总人口为898人。